# Altenburgsches Palais
Das Altenburgsche Palais in Hannover war im 19. Jahrhundert ein Palais unter der Adresse Lange Laube 15. Zur Zeit des Königreichs Hannover kaufte König Georg V. im Jahr 1859 die Immobilie an und ließ das Haus für seinen Schwiegervater, den Herzog Joseph von Sachsen-Altenburg, umbauen. Der Herzog hatte zuvor 1849 dem Thron entsagt und lebte seitdem in der Residenzstadt Hannover.
Nach Herzog Joseph wurde bald darauf die Josephstraße benannt, an den der Garten des Herzogs angrenzte.
An der Stelle des Gebäudes befinden sich heute Neubauten aus der 2. Hälfte des 20. Jahrhunderts.